# Akihito Yoshitomi
Akihito Yoshitomi (吉富昭仁, Yoshitomi Akihito)  é um mangaká japonês  residente na província de Miyazaki. Seu trabalho mais famoso é a série mangá Eat-Man, que teve publicados 19 capítulos e devido ao grande sucesso, foi adaptado para uma série animada. Um de seus trabalhos mais recentes é o mangá Blue Drop, que também foi adaptado para uma série de anime. O artista também trabalhou em vários outros quadrinhos japoneses. Atualmente Akihito segue desenvolvendo seu trabalho, publicando mangás, além de ter um canal no YouTube onde dedica parte do seu tempo para ensinar pessoas a desenhar..

## Trabalhos
- Loan Knight  (ローンナイト, Rōn Naito) (1991, 3 volumes)
- Loan Knight 2 (ローンナイト2, Rōn Naito 2) (1993, 5 volumes)
- Eat-Man (1996 - 2002, 19 volumes)
- Ray (2002 - 2005, 7 volumes)
- Avenger (2003, manga adaptation)
- Blue Drop (ブルー ドロップ, Burū Doroppu) (2004 - 2008)
- Black Jack - Yoshitomi Akihito edition (2005)
- Ray+ (2006, 1 volume)
- Gate Runner (2006, 2 volumes)
- Tropical Girls (熱帯少女, Nettai Shōjo) (2009, 6 volumes)
- After School of the Earth (地球の放課後, Chikyū no Hōkago)(2009, 6 volumes)[1]
- School Mermaid (スクール人魚, Sukūru Ningyo) (2013 - 2017, 5 volumes)
- Cyborg 009 Vs. Devilman: Breakdown (サイボーグ009VSデビルマン -BREAKDOWN, Saibōgu 009 VS Debiruman -BREAKDOWN)
- Eat-Man: The Main Dish (May 2014 - August 2019, 4 volumes)
- Suginami Kuritsu Mahō Jogakuen Heiwaiji-bu (杉並区立魔法女学園 平和維持部) (July 2018 - Fevereiro 2019, 1 volume)
- Kyō Kara Mirai  (今日から未来) (October 2019 - ) [2]

## Conteúdo no Canal do Youtube
Akihito Yoshitomi atualmente, álem da criação de mangás, também dedica seu tempo para postar conteúdos artísticos no site de videos Youtube, onde álem de postar seus desenhos, ensina internautas a desenhar.